# Escape (chanson d'Enrique Iglesias)
Singles de Enrique Iglesias
Hero
(2001) Love to See You Cry
(2002)
Clip vidéo
[vidéo] « Escape », sur YouTube
Escape est une chanson du chanteur espagnol Enrique Iglesias extraite de son cinquième album (et le deuxiême album en anglais), sorti en octobre 2001 et intitulé Escape. Ella a également été publiée en single (au debut de 2002).
Sur le tournage du clip pur cette chanson en 2001, Enrique a rencontré Anna Kournikova (qui, alors âgée de 20 ans, apparait dans le clip). Le clip a été diffusé pour la première fois dans le cadre de l'émission Total Request Live sur MTV le 30 janvier 2002.
La chanson a atteint la 12e place du Hot 100 du magazine américain Billboard (dans la semaine du 27 avril 2002).
Au Royaume-Uni, elle a débuté à la 71e place du hit-parade des singles dans la semaine du 21 au 27 april 2002 et atteint la 3e place dans la semaine du 19 au 25 mai.
La chanson a aussi atteint la 4e place aux Pays-Bas et en Nouvelle-Zélande, la 5e place en Autriche et en Flandre (Belgique néerlandophone), la 6e place en Allemagne, la 7e place en Australie, la 11e place en Suisse, la 14e place en Suède, la 15e place au Danemark, la 16e place en Norvège, la 24e place en Italie et la 29e place en Wallonie (Belgique francophone).
Il y a aussi une version en espagnol, qui s'intitule « Escapar ».